# Biloxi (ciutat)
}}
Biloxi (AFI /bɪˈlʌksi/ bi-LOK-si; francès: [bilusi]) és una ciutat i una de les dues seus de comtat del Comtat de Harrison (Mississipi), Estats Units (l'altra seu és la ciutat contigua de Gulfport). El cens del 2010 registrà una població de 44.054 habitants i el 2019 la població estimada era de 46.212. Els primers colons europeus de la zona foren colons francesos.
La ciutat forma part de l'àrea metropolitana de Gulfport–Biloxi i de l'àrea estadística combinada de Gulfport–Biloxi–Pascagoula, MS. Abans de l'huracà Katrina, Biloxi era la tercera ciutat més gran de Mississipi, darrere de Jackson i Gulfport. Degut a la gran destrucció i les inundacions, molts refugiats abandonaren la ciutat. Després del Katrina la població de Biloxi descendí, i es va convertir en la cinquena ciutat més poblada de l'estat, sent superada per Hattiesburg i Southaven.
La costa de Biloxi es troba directament al Mississippi Sound, esquitxada d'illes barrera a la costa i al golf de Mèxic. La base de la Força Aèria de Keesler és a la ciutat i és la llar de la 81a Ala d'entrenament i l'ala 403d de la Reserva de la Força Aèria dels EUA.

## Història

### Època colonial

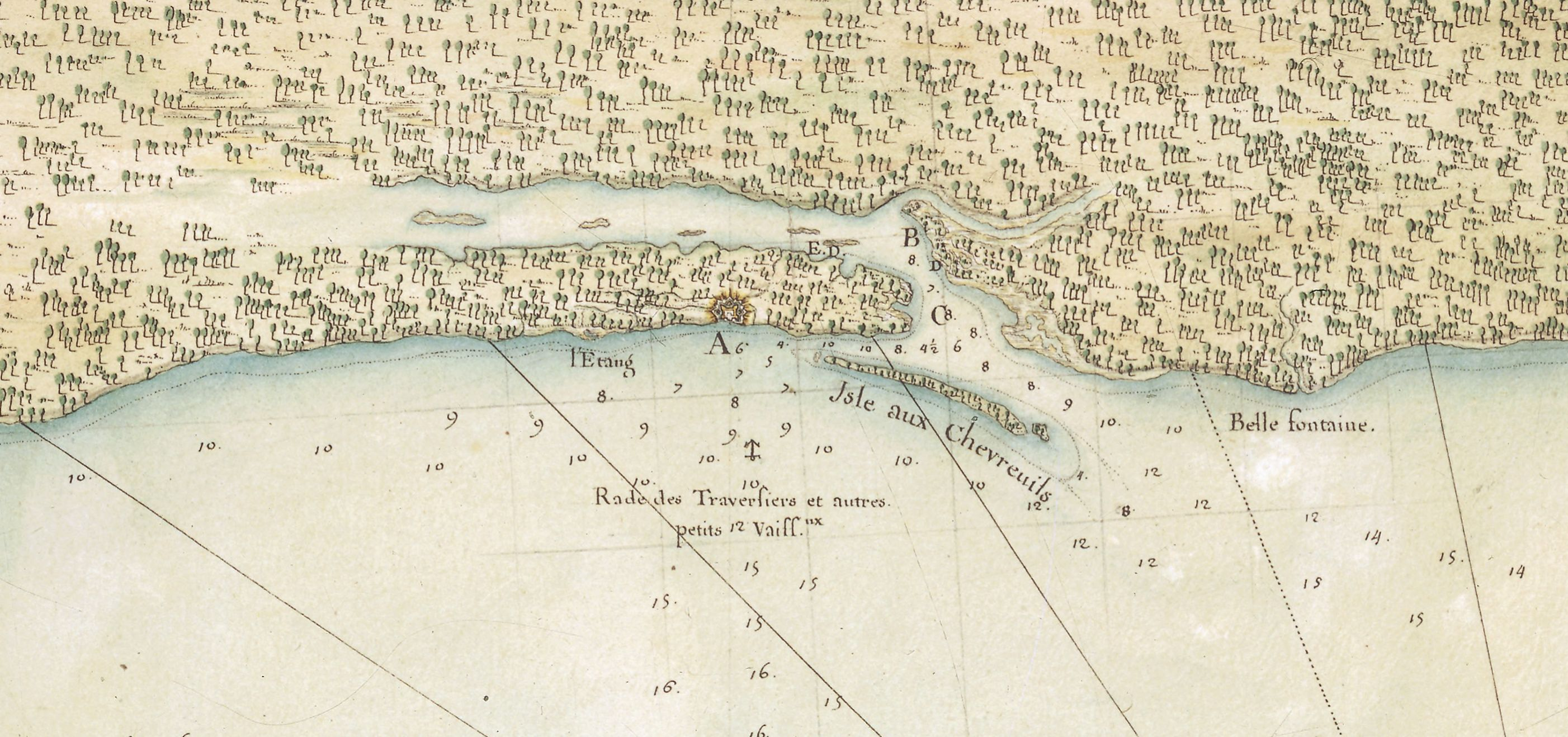
Old Biloxi (lloc B) i New Biloxi (lloc A), mapa francès, principis del segle XVIII

L'any 1699 els colons francesos van formar el primer assentament europeu permanent a la Louisiana francesa, a Fort Maurepas, ara a Ocean Springs, Mississipi, que es coneix com "Old Biloxi". Estaven sota la direcció de Pierre Le Moyne d'Iberville. La Louisiana feia frontera amb la Florida espanyola al riu Perdido prop de Pensacola (que fou fundada pels espanyols el 1559 i refundada el 1698).
El nom de Biloxi era Bilocci en francès una transliteració del mot per a designar la tribu nativa americana local en la seva llengua. Etiquetat juntament amb "Fort Maurepas" als mapes datats cap a l'any 1710/1725, el nom de vegades apareix en anglès com "Fort Bilocci".
El 1720 l'àrea de l'actual ciutat de Biloxi es va establir per primer cop al voltant de Fort Louis. En aquell any la capital administrativa de la Louisiana francesa es va traslladar a Biloxi (o Bilocci) des de Mobile (o La Mobile). La Louisiana francesa, part de Nova França, era coneguda en francès com La Louisiane a l'època colonial. En temps moderns s'anomena La Louisiane française per distingir-la del modern estat federal de Louisiana.
El 1763, després de la victòria de la Gran Bretanya a la Guerra dels Set Anys / Guerra franco-índia, França va haver de cedir a la Gran Bretanya les seves colònies a l'est del riu Mississipi, llevat de Nova Orleans, com a part del Tractat de París. Alhora la colònia francesa a l'oest del Mississipi, incloent Nova Orleans, fou cedida a Espanya com a part del Tractat de Fontainebleau.

### Història posterior
El domini britànic va durar del 1763 al 1779, seguit del domini espanyol del 1779 al 1810. Malgrat això, el caràcter cultural de Biloxi va romandre eminentment francès, ja que els seus descendents constituïen la majoria de la població.El 1811 els EUA negociaren amb Espanya fer-se càrrec de Biloxi i l'àrea relacionada, fent-la part del seu Territori del Mississipi. Mississipi, i Biloxi amb aquest, foren admesos com a estat a la unió el 1817.
Biloxi va començar a créixer. En l'època anterior a la guerra del segle xix va passar a ser conegut com a centre d'estiueig, per la seva proximitat a les brises i platges de la costa. També gaudia de la proximitat a Nova Orleans i el fàcil accés per navegació. Les cases d'estiueig van ser construïdes per rics propietaris d'esclaus i figures comercials. Es desenvoluparen hotels i cases de lloguer per tal d'atendre aquells que no podien pagar la seva pròpia llar.
El far de Biloxi es va construir a Baltimore, Maryland, i es dugué al sud, col·locant-se a lloc el maig de 1848. És un dels dos fars supervivents a la costa del golf de Mississipi, que arribà a tenir-ne dotze.
Al principi de la Guerra Civil, Ship Island fou capturada per les forces de la Unió, cosa que els permeté controlar Biloxi. No es van lliurar batalles importants a la zona, i Biloxi no sofrí l'embat directe de la guerra. Acabada la guerra es va poder percebre algun sentiment local de la Unió.
En la postguerra Biloxi ressorgí com a destinació vacacional. La seva popularitat cresqué amb l'accés al ferrocarril. L'any 1881 es va construir la primera fàbrica de conserves de la vila per a processar marisc, fet que fomentà la immigració. Això va estimular el desenvolupament de la ciutat, i va atreure nous immigrants d'Europa i diferents ètnies que treballaven a les fàbriques de marisc. Elaboraven gambes i altres mariscs locals. Aquests canvis feren de Biloxi una població més heterogènia.

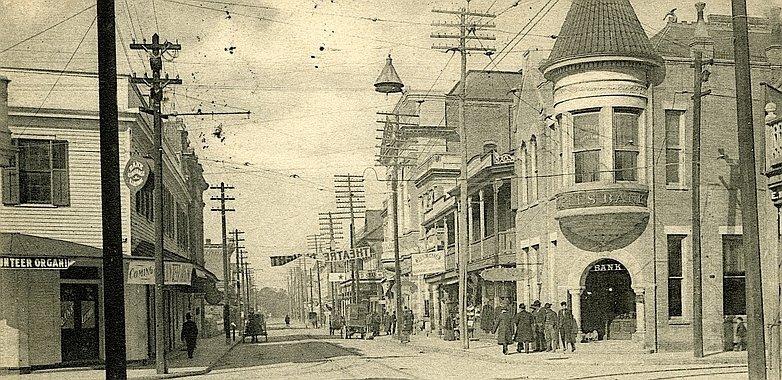
Mirant cap a l'oest per l'avinguda Howard al carrer Lameuse, 1906

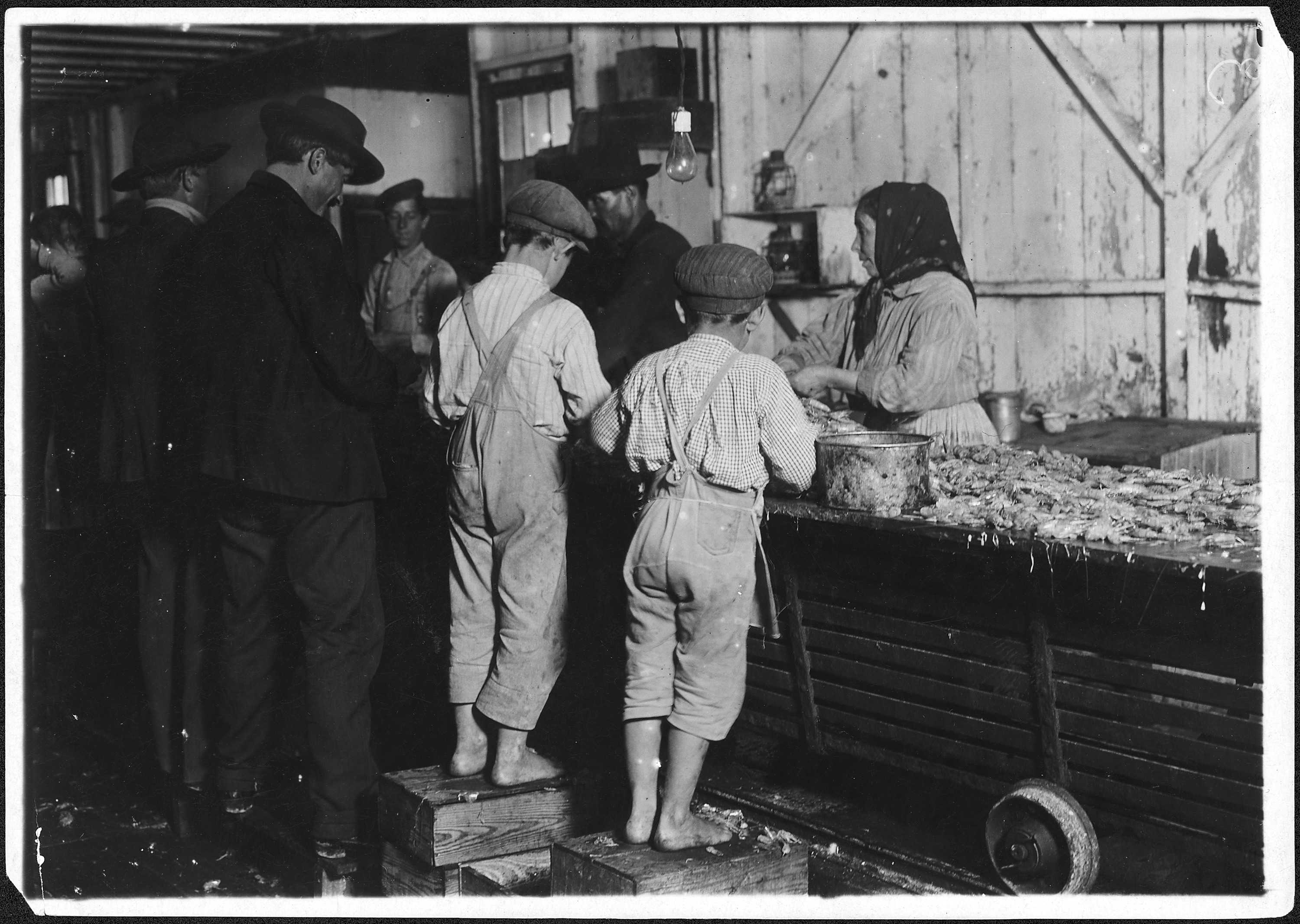
Nens treballadors collint gambes a Biloxi, 1911. Foto de Lewis Hine.

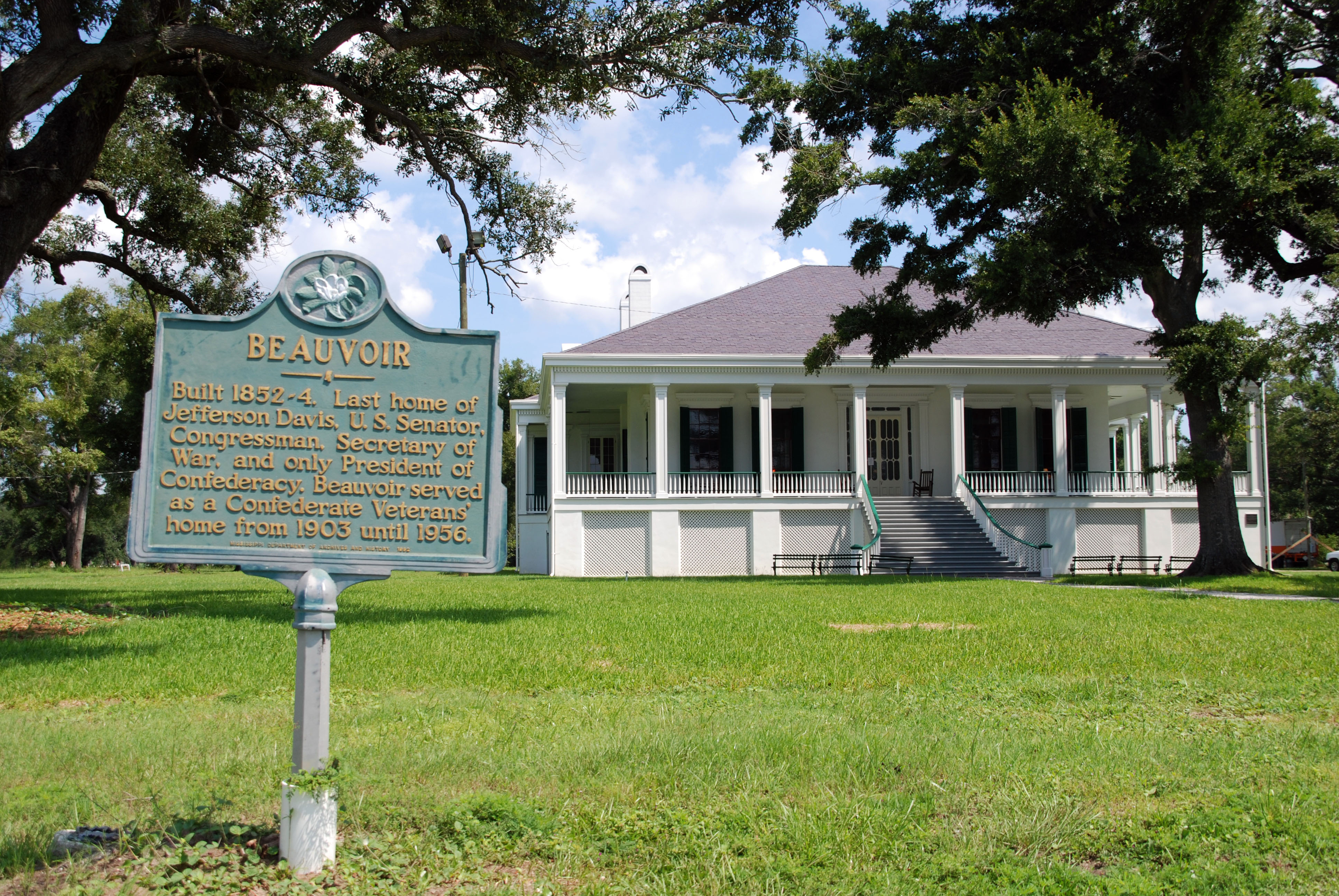
Beauvoir, llar de postguerra del president dels Estats Confederats Jefferson Davis

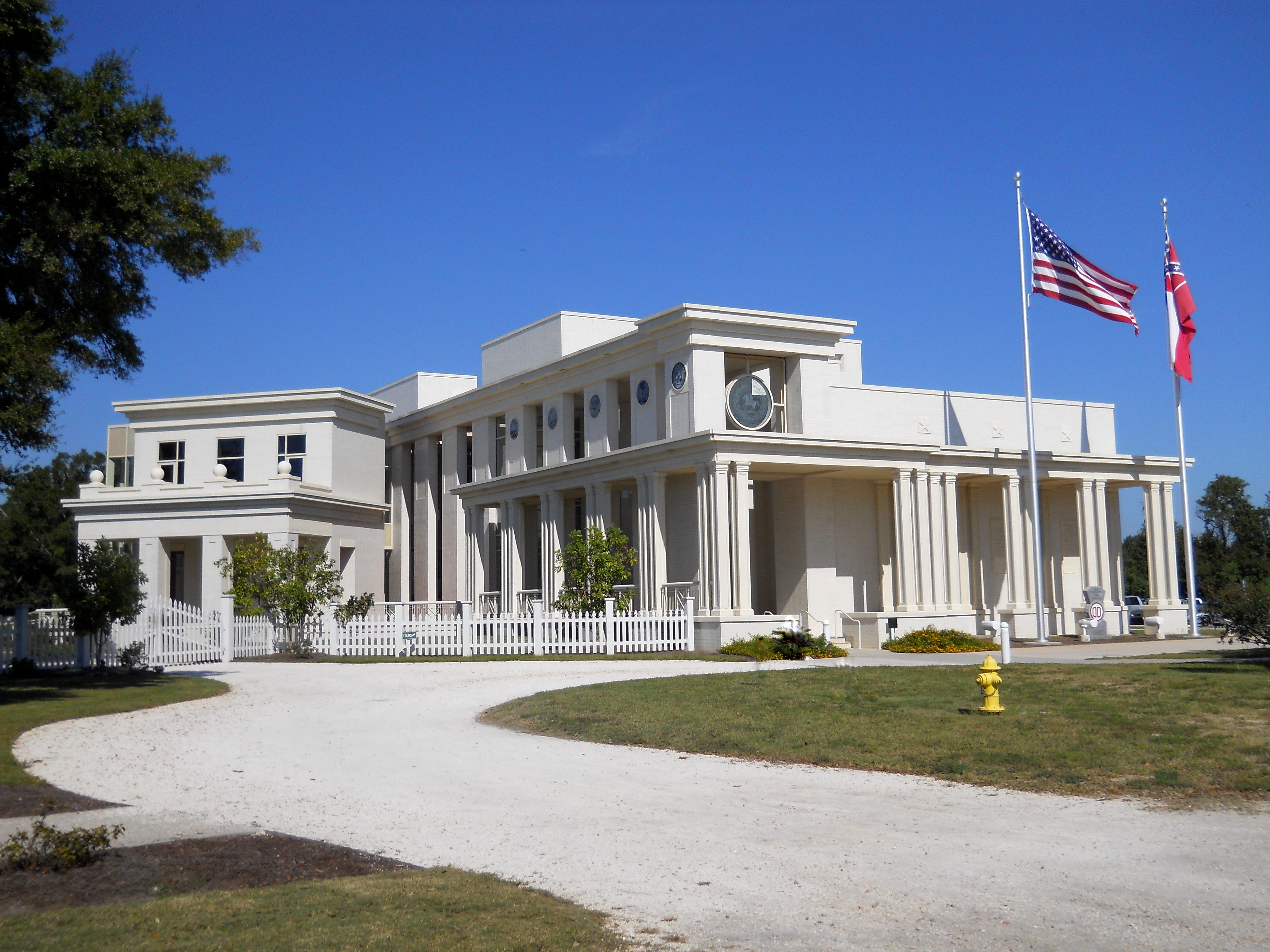
Museu i biblioteca presidencial Jefferson Davis a Beauvoir

Durant la Segona Guerra Mundial, les Forces Aèries van construir el Keesler Field, avui dia la base Keesler, que es convertí en un destacat lloc d'entrenament bàsic i lloc per al manteniment d'avions. Amb això cresqué el moviment econòmic de Biloxi, atraient nous residents i empreses. L'any 1958 s'havia construït la primera sinagoga jueva a la ciutat.
La història dels casinos de Biloxi data de la dècada de 1940. Aleshores els jocs d'apostes, encara que tècnicament il·legals, tenien lloc en un casino Broadwater Beach Resort. Els jocs d'apostes es van acabar a la dècada de 1950. La costa del golf de Mississipi fou coneguda com "Poor Man's Riviera" (la Riviera de l'home pobre) i freqüentada per famílies del sud dels Estats Units interessades en les expedicions de pesca durant l'estiu. Comercialment Biloxi estava dominada per vaixells de gambes i ostres.
El 1959 Biloxi fou el lloc del "primer assalt públic de Mississipi contra les barreres racials en els seus 15 anys de lluita pels drets civils". Gilbert R. Mason, un metge negre a Biloxi, va anar a nedar a una de les seves platges amb set amics negres. Van rebre l'ordre de marxar per part d'un policia de la ciutat, que els va dir que "els negres no entren a la sorra de la platja". Mason va reaccionar liderant una sèrie de protestes, anomenades Biloxi Wade-Ins. Les protestes desembocaren el 1960 amb pitjor disturbi racial de la història de Mississipi, durant el qual van morir deu persones. Finalment les protestes van provocar la desegregació a les platges de Biloxi.
A principis de la dècada de 1960 la Costa del Golf va tornar a sorgir com una alternativa privilegiada a Florida com a destinació de vacances al sud entre els habitants del nord, essent Biloxi una destinació preferida. Els hotels de Biloxi van millorar les seves instal·lacions i van contractar xefs de França i Suïssa en un esforç per oferir una de la millor cuina marinera del país. El 1963 es construí Edgewater Mall.
Biloxi es va transformar de nou amb legalització del joc a Mississipi a la dècada de 1990. Esdevingué un destacat centre de la indústria dels casinos turístics. Els nous hotels i complexos de jocs d'atzar van aportar milions de dòlars en ingressos turístics a la ciutat. Els complexos de casino més famosos van ser el complex de casino Beau Rivage, el Hard Rock Hotel and Casino, Casino Magic, Grand Casino, Isle of Capri Casino Resort Biloxi, Boomtown Casino, President Casino Broadwater Resort i Imperial Palace. Igual que el comtat de Tunica a la part nord de l'estat, Biloxi i la regió circumdant de la costa del Golf es consideraven un centre de jocs d'atzar líder al sud dels Estats Units.
A principis del segle XXI l'economia de Biloxi es basa en la indústria pesquera, el turisme i el jocs.

### Huracans
Diversos huracans han assotat la costa del golf de Mississipi, però els més destructius, a tenor dels nivells d'onades de la tempesta al far de Biloxi, es produïren els anys 1855, 1906, 1909, 1947, 1969 (Camille) i el 2005 (Katrina)

#### Huracà Katrina
El 29 d'agost de 2005 l'huracà Katrina va colpejar la costa del golf de Mississipi amb forts vents, pluges intenses i una maror ciclònica de 30-peu (9.1 m), causant danys massius a la zona. Katrina va arribar a terra durant la marea alta de les 6:56 am, +2,3 peus més. Comentant el poder de la tempesta i els danys, l'alcalde AJ Holloway va dir: "Aquest és el nostre tsunami".
Katrina destruí més d'una quarantena de biblioteques de Mississipi, trencant finestres i inundant diversos metres a la Biblioteca Pública de Biloxi, que fou totalment reconstruida.
Biloxi és el lloc d'un conegut monument a les víctimes de Katrina. El memorial fou creat per un equip d'artistes locals (Elizabeth Veglia i Aaron Kramer), un arquitecte (Dennis Cowart), un contractista (Roy Anderson Corporation) i l'enllaç de la ciutat (Nathan Sullivan), amb l'ajuda de la plantilla i els voluntaris del reality Extreme Makeover: Home Edition.
Molts casinos foren danyats o destruïts pel Katrina. Dels casinos de Biloxi, vuit reobriren passat el Katrina. Són el Grand Biloxi Casino Hotel Spa (abans conegut com a Grand Casino Biloxi), el Hard Rock Hotel & Casino, el Golden Nugget, el Palace Casino Resort, l'IP Casino Resort Spa (abans conegut com a Imperial Palace), el Treasure Bay Casino, Boomtown Casino i el Beau Rivage, que reobrí el primer aniversari de l'huracà Katrina.
S'han dissenyat múltiples plans per tal de reconstruir les zones davant del mar de Biloxi, i el govern federal anuncià que es plantejava donar l'opció de vendre les propietats perquè es pogués implementar una àmplia zona de protecció contra huracans a 17.000 propietaris de la costa de Mississipi. Mentrestant la ciutat de Biloxi està implementava plans per permetre la reurbanització de propietats comercials al sud de l'autopista 90.

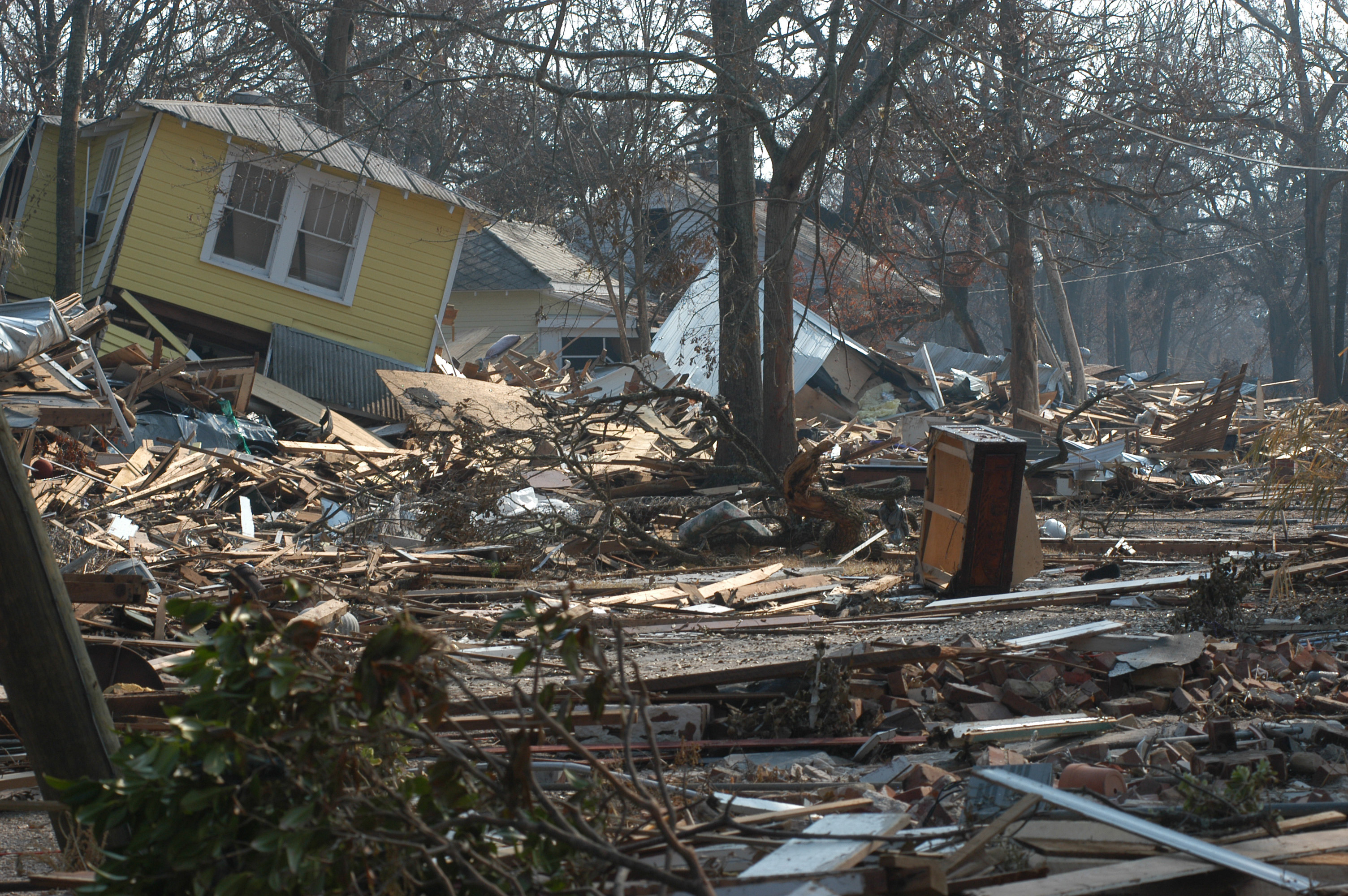
L'huracà Katrina va empènyer les cases terra endins al llarg de la costa del golf de Mississipi, inclosa a Biloxi.
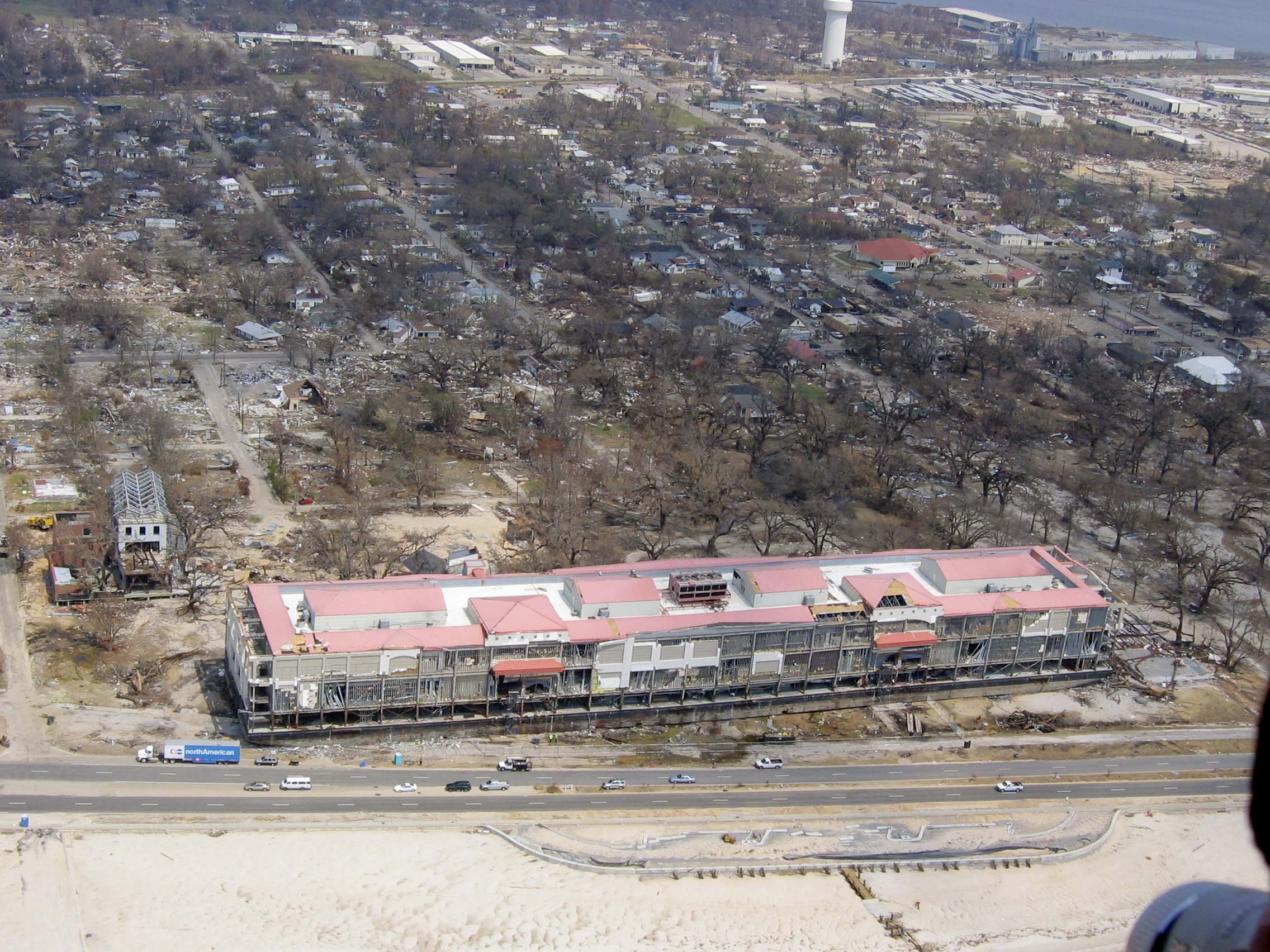
Les barcasses del casino van surar a la terra a Biloxi durant l'onatge de tempesta de l'huracà Katrina.
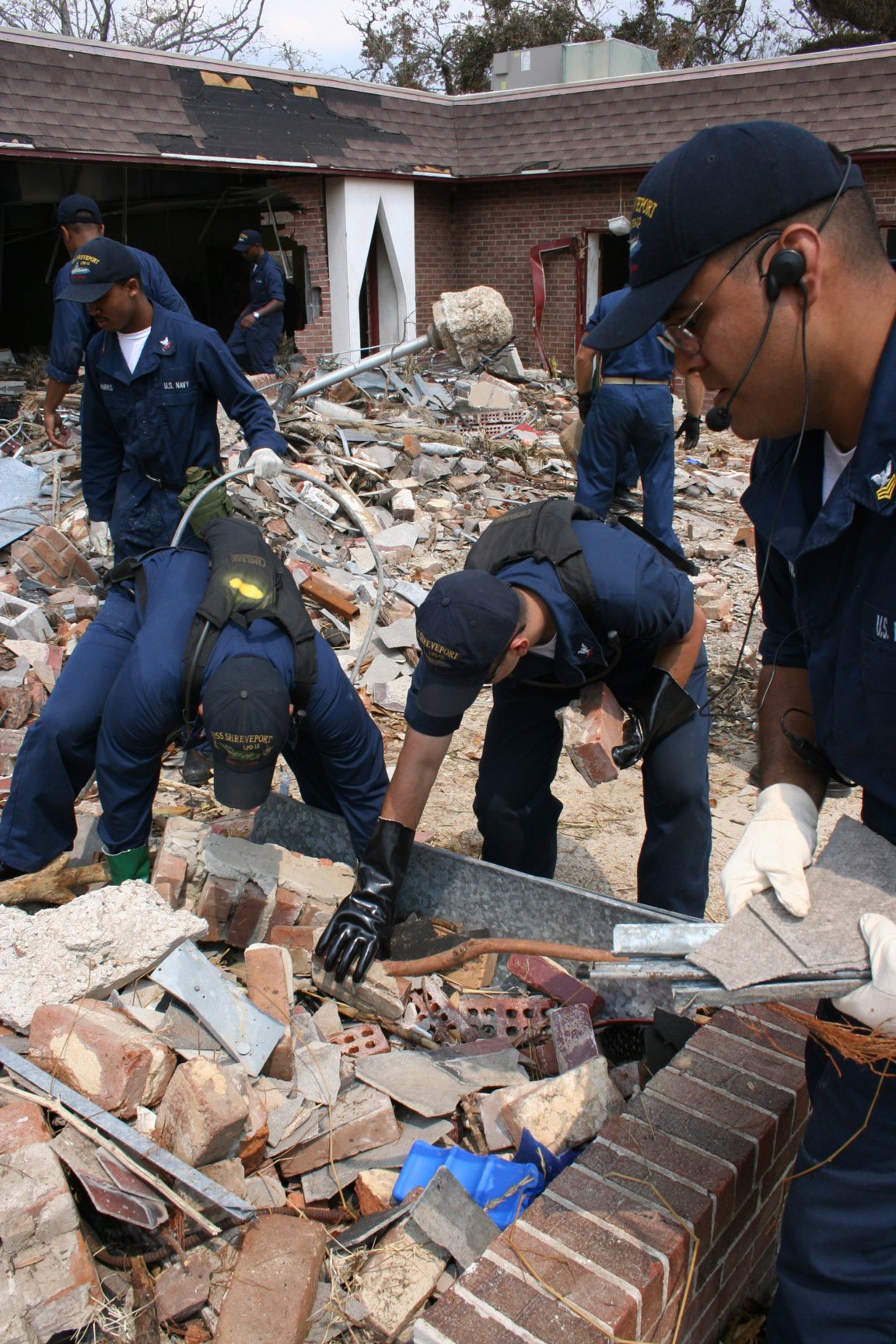
El personal de la Marina dels EUA realitza una missió de recerca i rescat a Biloxi després de l'huracà Katrina.
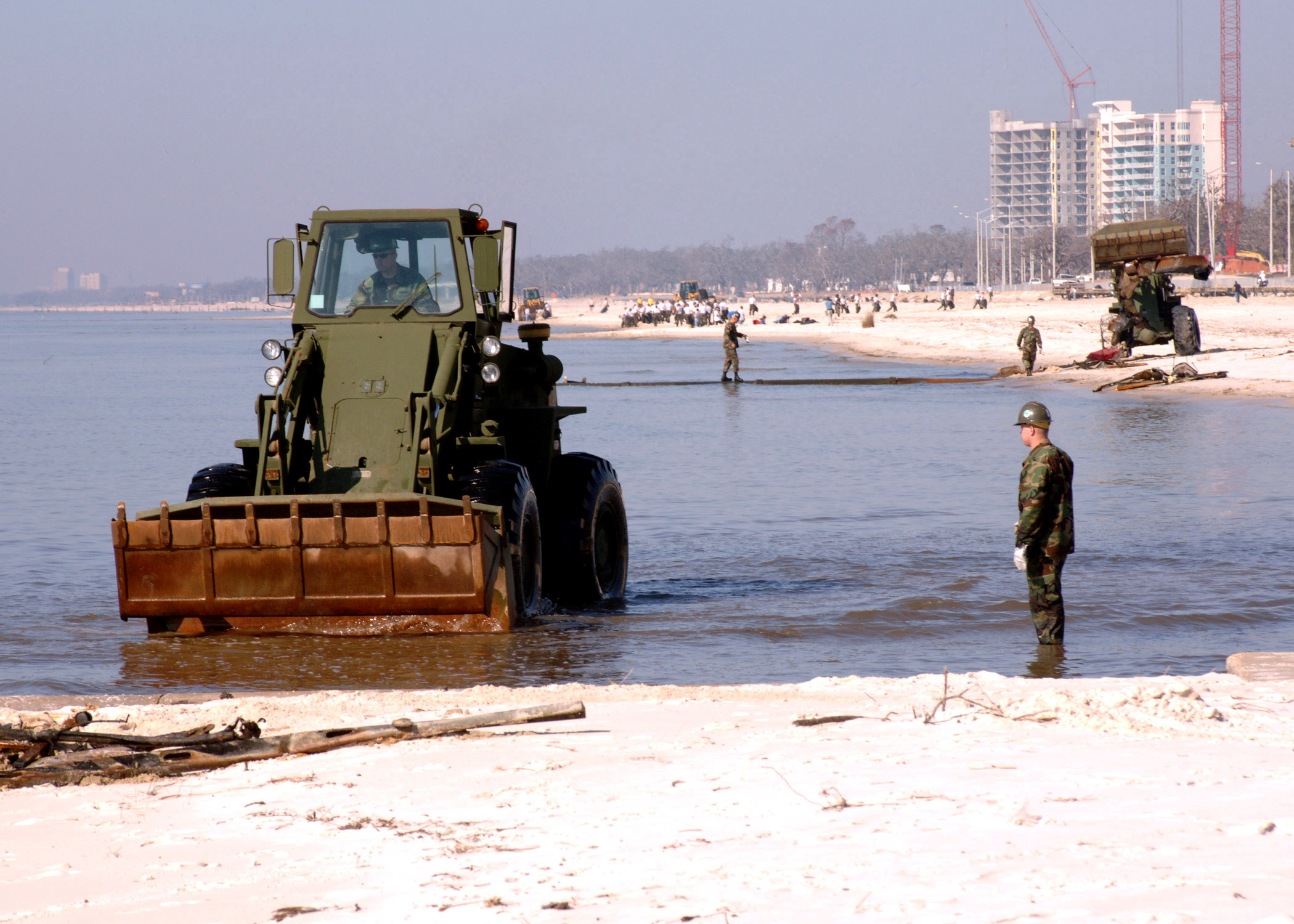
Platja de Biloxi durant la neteja de les runes de la tempesta
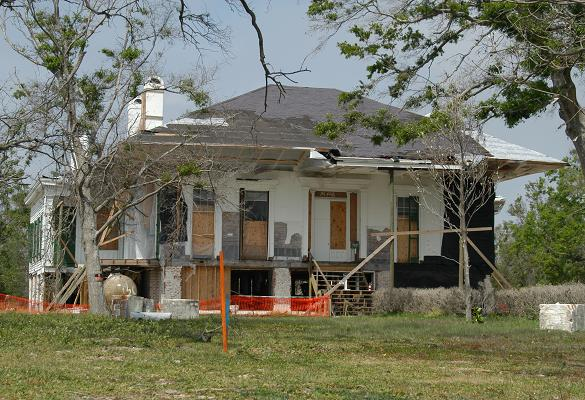
Vista frontal de Beauvoir a Biloxi, 7 mesos després de l'huracà Katrina

## Geografia i clima
Biloxi és al sud-est del comtat de Harrison, limita al sud amb Mississippi Sound (part del golf de Mèxic) i al nord-est parcialment amb la badia de Biloxi, que forma part de la línia del comtat de Jackson. Al nord-est, seguint per la badia de Biloxi, hi ha la ciutat d'Ocean Springs del comtat de Jackson i la comunitat no incorporada de St. Martin. La Back Bay de Biloxi segueix cap a l'oest des de la frontera del comtat de Jackson, travessant la ciutat de Biloxi fins a Big Lake al límit occidental de la ciutat, on s'uneixen els rius Biloxi i Tchoutacabouffa. El Tchoutacbouffa discorre d'est a oest travessant la ciutat i forma part del límit oriental de la ciutat. Biloxi limita al nord i a l'est amb la ciutat de D'Iberville i a l'oest amb la ciutat de Gulfport.
Segons l'Oficina del Cens dels Estats Units Biloxi té una superfície total de 46.7 milles quadrades (120.9 km2), de les quals 38.2 milles quadrades (99.0 km2) són terra ferma i 8.5 milles quadrades (21.9 km2), o el 18,14%, són aigua.

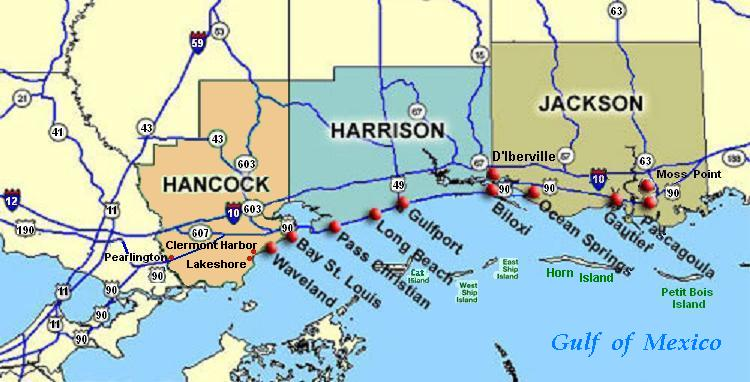
Localització de Biloxi, a l'est de Gulfport (centre), al golf de Mèxic

Biloxi té un clima subtropical humit (Köppen: Cfa) molt influït pel golf de Mèxic. Els dies d'hivern són suaus i humits. La neu és summament rara a Biloxi. Els estius són càlids i humits, rebent sovint el pas de tempestes tropicals al final de l'estiu fins a la tardor. La temperatura mínima mai registrada a Biloxi de 10 °F (−12.2 °C) fou el 24 de gener de 1963 i el màxim rècord de 104 °F (40 °C) es va registrar el 29 d'agost de 2000.

## Demografia
Biloxi és la més petita de les dues ciutats principals de l' àrea estadística metropolitana de Gulfport -Biloxi, Mississippi, que s'inclou a l'àrea estadística combinada Gulport-Biloxi-Pascagoula.

### Cens del 2020
| Raça                           | Núm.   | Perc.  |
| ------------------------------ | ------ | ------ |
| Blanc (no hispà)               | 28.771 | 58,18% |
| Negre o afroamericà (no hispà) | 10.779 | 21,8%  |
| Natiu americà                  | 148    | 0,3%   |
| asiàtic                        | 2.123  | 4,29%  |
| Illenc del Pacífic             | 67     | 0,14%  |
| Altres/mixtes                  | 2.876  | 5,82%  |
| hispà o llatí                  | 4.685  | 9,47%  |

Segons el cens dels Estats Units del 2020, la ciutat tenia 49.449 habitants, 17.923 habitatges i 10.922 famílies.

### Cens del 2000
Segons el cens del 2000 hi havia 50.644 habitants, 19.588 habitatges i 12.379 famílies residents a la ciutat. La densitat de població era de 1.331,8 per milla quadrada (514,2/km 2). Hi havia 22.115 habitatges amb una densitat mitjana de 581,6 per milla quadrada (224,5/km 2). La composició racial de la ciutat era 71,43% blancs, 19,04% afroamericans, 0,49% nadius americans, 5,11% asiàtics, 0,11% illencs del Pacífic, 1,43% d'altres races i 2,38% de dues o més races. El 3,65% de la població era hispà o llatí de qualsevol raça.
Dels 19.588 habitatges en un 31,4% hi vivien menors de 18 anys, en un 44,6% hi vivien parelles casades, en un 14% dones solteres i un 36,8% no eren unitats familiars. En el 30,1% dels habitatges hi vivien persones soles el 10,6% de les quals corresponien a persones de 65 anys o més. El nombre mitjà de persones vivint en cada habitatge era de 2,42 i el nombre mitjà de persones per família era de 3,02.
A la ciutat les classes etàries eren d'un 24,2% menors de 18 anys, un 14,3% entre 18 i 24, un 30,3% entre 25 i 44, un 19,2% entre 45 i 60 i un 12,0% 65 anys o més. La mitjana d'edat era de 32 anys. Per cada 100 dones hi havia 101,9 homes. Per cada 100 dones de 18 o més anys hi havia 101,6 homes. La renda mediana per habitatge era de 34.106 $ i la renda mediana per família de 40.685 $. Els homes tenien una renda mediana de 28.046 $ mentre que les dones 21.267 $. La renda per capita de la població era de 17.809 $. El 14,6% de la població i l'11,2% de les famílies vivien per davall del llindar de pobresa. Del total de la població, el 19,6% dels menors de 18 anys i l'11,7% dels de 65 anys o més vivien per sota del llindar de pobresa.
El 2005 com a conseqüència de l'huracà Katrina molts nord-americans d'ascendència vietnamita van abandonar Biloxi. El 2009 membres de la comunitat vietnamita de Biloxi van dir que els vietnamites tornaven a Biloxi a causa d'un mal escenari econòmic a altres parts dels Estats Units.

## Casinos
Biloxi acull vuit hotels amb casino, amb jocs d'apostes 24 hores, concerts d'entreteniment i diversos restaurants. Alguns dels casinos turístics són (les dates reflecteixen l'estat del negoci després de l'huracà Katrina):

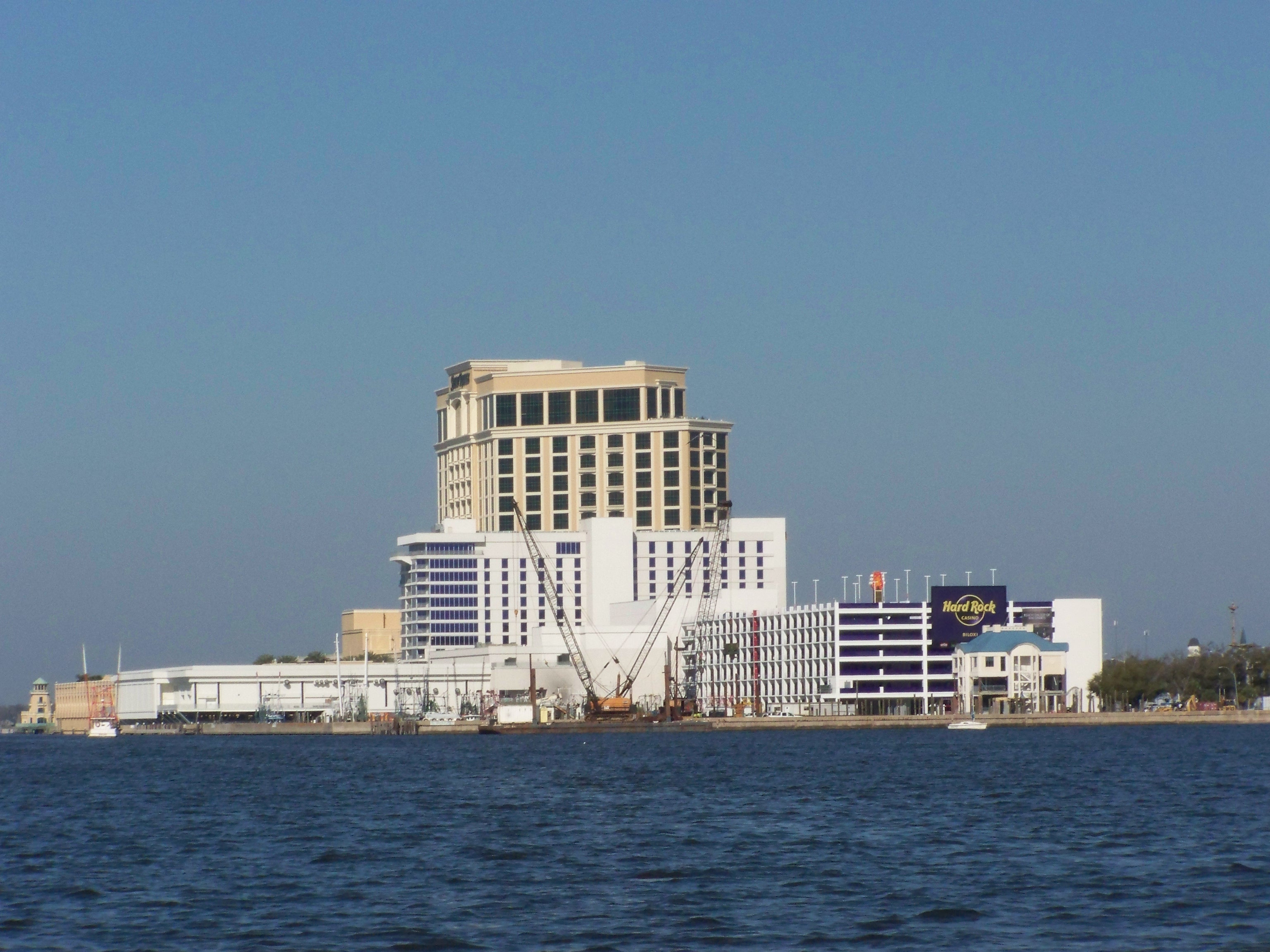
Casinos de Biloxi

- Beau Rivage Resort &amp; Casino (reobert el 29 d'agost de 2006, en el primer aniversari de l'huracà Katrina).
- Golden Nugget Biloxi[32]
- Hard Rock Hotel &amp; Casino (obert el juny de 2007)
- Costa del Golf de Harrah
- IP Casino Resort &amp; Spa (reobert el 22 de desembre de 2005)
- Palace Casino Resort
- Boomtown Casino (reobert el 2006)
- Treasure Bay Casino

## Educació i cultura
La ciutat és servida pel districte escolar públic de Biloxi i el districte escolar del comtat de Harrison. La costa del Golf té un gran sistema escolar catòlic, amb escoles a Biloxi.
Biloxi té un diari, el Sun Herald, que té la seu a Gulfport.
Segons Nielsen Media Research, el mercat de Biloxi, a partir de la temporada 2015-2016, és el tercer més gran de cinc mercats de televisió a Mississipi i el 158è més gran del país. Tres grans estacions de televisió proveeixen servei a la zona de Biloxi. WLOX 13 afiliat a ABC i estació membre de PBS / MPB WMAH-TV 19 es troben a Biloxi, mentre que l'afiliat de Fox / MyNetworkTV WXXV-TV 25 es troba a Gulfport. A més de la programació principal de les emissores, WLOX i WXXV-TV emeten programació d'altres xarxes en subcanals digitals. WLOX-DT2 serveix com a filial del mercat de la CBS del mercat, mentre que WXXV-TV opera les respectives filials de NBC i CW del mercat a DT2 i DT3.

El 2010 es va inaugurar el nou Museu d'Art Ohr-O'Keefe dissenyat per Frank Gehry.

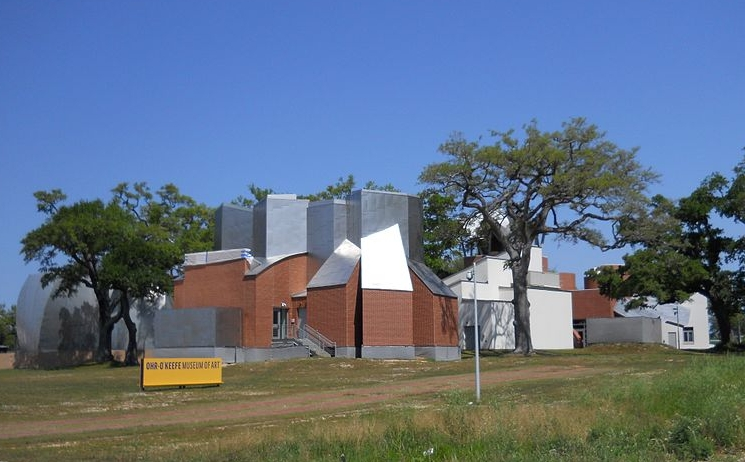
Campus del Museu d'Art d'Ohr-O'Keefe a Biloxi

Biloxi és l'escenari de l'obra i pel·lícula de Neil Simon Biloxi Blues, protagonitzada per Mathew Broderick. Biloxi Blues és la història dels reclutes de l'exèrcit durant l'entrenament de la Segona Guerra Mundial al Keesler Field, l'actual base de la Força Aèria de Keesler .
El periodista i novel·lista nord-americà Joan Didion esmenta Biloxi i el centre comercial Edgewater Plaza a la seva col·lecció d'assajos, The White Album.
Biloxi també és la seu del MGM Park seu de l'eqip de beisol Milwaukee Brewers.
Els Biloxi Shuckers, afiliats de la Classe AA Southern League dels Milwaukee Brewers juguen a l'MGM Park.
El Biloxi City Futbol Club s'uneix a la Premier League de Louisiana per a la tardor del 2016.
Biloxi ha servit de localització de diversos films com ara:
- Mississippi Masala, pel·lícula de 1992 protagonitzada per Denzel Washington
- Arsenal, pel·lícula del 2017 protagonitzada per Adrian Grenier, John Cusack i Nicolas Cage[40]
- Vanquish, pel·lícula del 2021 protagonitzada per Morgan Freeman i Ruby Rose[41]

## Govern

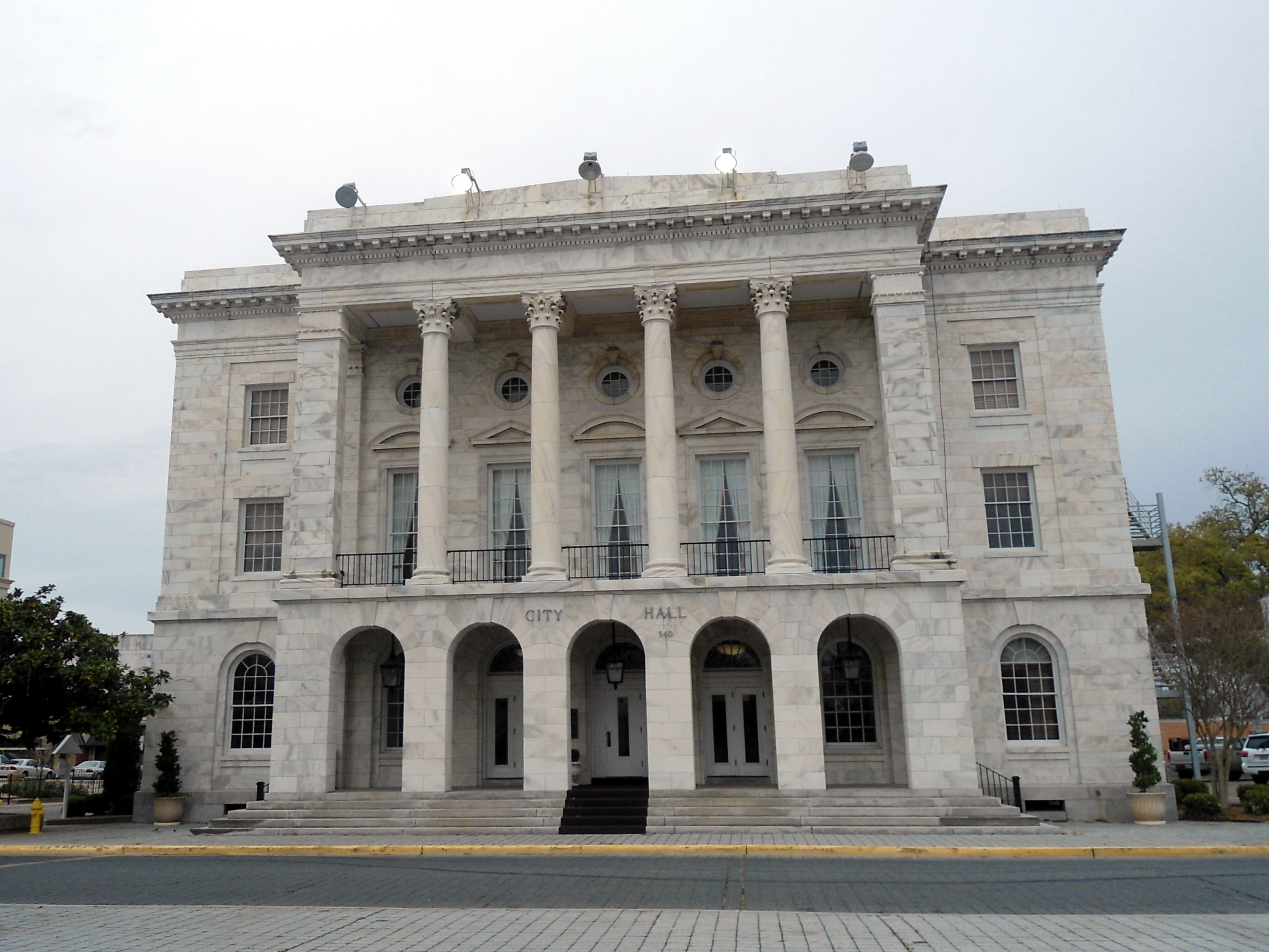
Ajuntament de Biloxi

L'edifici de l'oficina estatal de Bolton a Biloxi inclou la seu del Departament de Recursos Marins de Mississipi i l'Oficina Regional del Sud del Departament de Qualitat Ambiental de Mississipi.
El United States Postal Service opera l'oficina de correus de Biloxi i altres oficines de correus de la zona.

## Persones lligades a la ciutat
- Jessica Alba, model i actriu, vivia a Biloxi mentre el seu pare estava estacionat a la base aèria de Keesler
- Belladonna, actriu pornogràfica jubilada, directora, productora i model
- Jefferson Davis, general de l'exèrcit dels EUA i graduat a West Point; Secretari de Guerra (Defensa); únic president dels Estats Confederats d'Amèrica
- George E. Ohr, ceramista innovador i pare del moviment abstracte-expressionisme nord-americà
- Eric Roberts, actor nominat a l'Oscar
- John Kennedy Toole, autor d'Una conxorxa d'enzes, es va suïcidar a Biloxi el 1969